# Inspirational Journey
Inspirational Journey släpptes den 31 oktober år 2000, och är Randy Travis tolfte studioalbum.

## Låtlista
1. "Shallow Water" (Tom Kimmel) – 3:43
2. "Baptism" (Mickey Cates) – 4:11
3. "Which Way Will You Choose?" (Ron Block) – 2:41
4. "Doctor Jesus" (Tony Stampley, Justin Bolen) – 3:02
5. "Drive Another Nail" (Marty Raybon, Michael A. Curtis) – 3:29
6. "See Myself in You" (Tom Kimmel, Tom Prasada-Rao) – 3:54
7. "Feet on the Rock" (Troy Seals, Buck Moore) – 3:10
8. "Don't Ever Sell Your Saddle" (Kim Tribble, Bobby Whiteside) – 3:40
9. "The Carpenter" (Randy Travis, Ron Avis, Chip Taylor) – 3:17
  - med Waylon Jennings och Jessi Colter
10. "Walk with Me" (Travis, Les Bohan) – 2:58
11. "I Am Going" (Travis, Buck Moore) – 3:48
12. "Amazing Grace" (John Newton) – 3:25

## Låstlista
| Lista (2000)                    | Topplacering |
| ------------------------------- | ------------ |
| US Billboard Top Country Albums | 34           |

### Fotnoter
1. ↑  ”Inspirational Journey by Randy Travis” (på engelska). Country Weekley. 30 oktober 2000. Arkiverad från originalet den 24 september 2014. https://web.archive.org/web/20140924064253/http://www.countryweekly.com/reviews/inspirational-journey-randy-travis. Läst 19 september 2014.
2. ↑  ”Inspirational Journey” (på engelska). Allmusic. 10 mars 2000. http://www.allmusic.com/album/inspirational-journey-mw0000100955. Läst 19 september 2014.
3. ↑  ”Randy Travis” (på engelska). Billboard. 10 mars 2000. Arkiverad från originalet den 24 januari 2015. https://web.archive.org/web/20150124061427/http://www.billboard.com/artist/361339/randy%20travis/chart?page=1&f=320. Läst 19 september 2014.